# Gouvernement Revilla II
 Cantabrie
Revilla I Diego
Le gouvernement Revilla II est le gouvernement de Cantabrie entre le 12 juillet 2007 et le 28 juin 2011, durant la VIIe législature du Parlement de Cantabrie. Il est présidé par Miguel Ángel Revilla.

## Historique
Le gouvernement entre en fonction le 12 juillet 2007 après publication du décret de nomination au Bulletin officiel de la communauté autonome.

## Composition
| Fonction                                                                                     | Titulaire | Titulaire                                                           | Parti |
| -------------------------------------------------------------------------------------------- | --------- | ------------------------------------------------------------------- | ----- |
| Président                                                                                    |           | Miguel Ángel Revilla Roiz                                           | PRC   |
| Vice-présidente Conseillère à l'Emploi et au Bien-être social                                |           | María Dolores Gorostiaga Saiz                                       | PSOE  |
| Conseiller à la Présidence et à la Justice                                                   |           | José Vicente Mediavilla Cabo                                        | PRC   |
| Conseiller aux Travaux publics, à l'Organisation du territoire, au Logement et à l'Urbanisme |           | José María Mazón Ramos                                              | PRC   |
| Conseiller à l'Économie et aux Finances                                                      |           | Ángel Agudo San Emerito                                             | PSOE  |
| Conseiller à la Culture, au Tourisme et aux Sports                                           |           | Francisco Javier López Marcano                                      | PRC   |
| Conseillère à l'Éducation                                                                    |           | Rosa Eva Díaz Tezanos                                               | PSOE  |
| Conseiller au Développement rural, à l'Élevage, à la Pêche et à la Biodiversité              |           | Jesús Miguel Oria Díaz                                              | PRC   |
| Conseiller à l'Industrie et au Développement technologique                                   |           | Javier del Olmo Ilarza (jusqu'au 16/03/2009) Juan José Sota Verdión | PSOE  |
| Conseiller à l'Environnement                                                                 |           | Francisco Martín Gallego                                            | Sans  |
| Conseiller à la Santé                                                                        |           | Luis María Truan Silva                                              | PSOE  |